# Salazar (kommun)
Salazar är en kommun i Colombia. Den ligger i departementet Norte de Santander, i den norra delen av landet, 400 km norr om huvudstaden Bogotá. Antalet invånare är 9 451. Arean är 493 kvadratkilometer.
Terrängen i Salazar är huvudsakligen bergig, men österut är den kuperad.